# Liste der Stolpersteine in Versmold
In der Liste der Stolpersteine in Versmold sind alle 22 Gedenksteine aufgeführt, die im Rahmen des Projektes Stolpersteine des Künstlers Gunter Demnig in der ostwestfälischen Stadt Versmold in Nordrhein-Westfalen verlegt worden sind. Die bislang einzigen Verlegeaktionen fanden am 11. Dezember 2018 und am  5. Dezember 2020 statt.

## Verlegte Stolpersteine
| Adresse                             | Name                   | Inschrift | Verlegedatum  | Bild | Anmerkung |
| ----------------------------------- | ---------------------- | --- | ------------- | --- | --------- |
| Altstadtstraße 14 (Standort)        | Julius Spiegel         | JG. 1872 Flucht 1937 USA                                                                                              | 5. Dez. 2020  | Bild gesucht Der Benutzer GeorgDerReisende ( Diskussion ) wünscht sich an dieser Stelle ein Bild vom Ort mit diesen Koordinaten 52.03861 8.15533 . Motiv: Stolpersteine Familie Spiegel Falls du dabei helfen möchtest, erklärt die Anleitung , wie das geht. BW  |           |
| Altstadtstraße 14 (Standort)        | Natalie Spiegel        | | 5. Dez. 2020  | Bild gesucht Die Wikipedia wünscht sich an dieser Stelle ein Bild vom hier behandelten Ort. Falls du dabei helfen möchtest, erklärt die Anleitung , wie das geht. BW                                                                                              |           |
| Altstadtstraße 14 (Standort)        | Irmgard Spiegel        | | 5. Dez. 2020  | Bild gesucht Die Wikipedia wünscht sich an dieser Stelle ein Bild vom hier behandelten Ort. Falls du dabei helfen möchtest, erklärt die Anleitung , wie das geht. BW                                                                                              |           |
| Altstadtstraße 14 (Standort)        | Kurt Spiegel           | | 5. Dez. 2020  | Bild gesucht Die Wikipedia wünscht sich an dieser Stelle ein Bild vom hier behandelten Ort. Falls du dabei helfen möchtest, erklärt die Anleitung , wie das geht. BW                                                                                              |           |
| Altstadtstraße 14 (Standort)        | Hans Spiegel           | | 5. Dez. 2020  | Bild gesucht Die Wikipedia wünscht sich an dieser Stelle ein Bild vom hier behandelten Ort. Falls du dabei helfen möchtest, erklärt die Anleitung , wie das geht. BW                                                                                              |           |
| Altstadtstraße 14 (Standort)        | Gertrud Silberberg     | | 5. Dez. 2020  | Bild gesucht Die Wikipedia wünscht sich an dieser Stelle ein Bild vom hier behandelten Ort. Falls du dabei helfen möchtest, erklärt die Anleitung , wie das geht. BW                                                                                              |           |
| Altstadtstraße 14 (Standort)        | Alfred Silberberg      | | 5. Dez. 2020  | Bild gesucht Die Wikipedia wünscht sich an dieser Stelle ein Bild vom hier behandelten Ort. Falls du dabei helfen möchtest, erklärt die Anleitung , wie das geht. BW                                                                                              |           |
| Gestermannstraße 9 (Standort)       | Nathan Lefmann Spiegel | Hier wohnte Nathan Lefmann Spiegel Jg. 1879 deportiert 1942 Sobibor ermordet                                          | 11. Dez. 2018 | |           |
| Gestermannstraße 9 (Standort)       | Leo Spiegel            | Hier wohnte Leo Spiegel Jg. 1911 deportiert 1942 Auschwitz ermordet 11.01.1943                                        | 11. Dez. 2018 | |           |
| Gestermannstraße 9 (Standort)       | Lina Spiegel           | Hier wohnte Lina Spiegel geb. Katz Jg. 1880 deportiert 1942 Theresienstadt 1944 Auschwitz ermordet                    | 11. Dez. 2018 | |           |
| Gestermannstraße 9 (Standort)       | Ilse Spiegel           | | 5. Dez. 2020  | Bild gesucht Die Wikipedia wünscht sich an dieser Stelle ein Bild vom hier behandelten Ort. Falls du dabei helfen möchtest, erklärt die Anleitung , wie das geht. BW                                                                                              |           |
| Ravensberger Straße 17 (Standort)   | Luise Bergfeld         | Hier wohnte Luise Bergfeld Jg. 1877 deportiert 1942 Theresienstadt 1942 Treblinka ermordet                            | 11. Dez. 2018 | |           |
| Ravensberger Straße 17 (Standort)   | Simon Blein            | Hier wohnte Simon Blein Jg. 1907 Flucht 1935 Holland interniert Westerbork deportiert 1943 Sobibor ermordet 16.7.1943 | 11. Dez. 2018 | |           |
| Wiesenstraße 1 (Standort)           | Julie Steinfeld        | Hier wohnte Julie Steinfeld geb. Gumprich Jg. 1857 deportiert 1942 Theresienstadt ermordet 11.10.1943                 | 11. Dez. 2018 | |           |
| Wiesenstraße 1 (Standort)           | Bernhard Steinfeld     | Hier wohnte Bernhard Steinfeld Jg. 1894 deportiert 1941 Lodz/Litzmannstadt ermordet 9.9.1942 Chelmno/Kulmhof          | 11. Dez. 2018 | |           |
| Wiesenstraße 1 (Standort)           | Selma Steinfeld        | Hier wohnte Selma Steinfeld Jg. 1893 deportiert 1942 Theresienstadt 1943 Auschwitz ermordet                           | 11. Dez. 2018 | |           |
| Wiesenstraße 1 (Standort)           | Alma Alena Steinfeld   | Hier wohnte Alma Alena Steinfeld Jg. 1901 deportiert 1942 Theresienstadt 1944 Auschwitz ermordet                      | 11. Dez. 2018 | |           |
| Bockhorst, Dorfstraße 65 (Standort) | Max Meier              | | 5. Dez. 2020  | Bild gesucht Der Benutzer GeorgDerReisende ( Diskussion ) wünscht sich an dieser Stelle ein Bild vom Ort mit diesen Koordinaten 52.07598 8.19747 . Motiv: Stolpersteine Familie Weinberg Falls du dabei helfen möchtest, erklärt die Anleitung , wie das geht. BW |           |
| Bockhorst, Dorfstraße 65 (Standort) | Selma Meier            | | 5. Dez. 2020  | Bild gesucht Die Wikipedia wünscht sich an dieser Stelle ein Bild vom hier behandelten Ort. Falls du dabei helfen möchtest, erklärt die Anleitung , wie das geht. BW                                                                                              |           |
| Bockhorst, Dorfstraße 65 (Standort) | Kurt Weinberg          | | 5. Dez. 2020  | Bild gesucht Die Wikipedia wünscht sich an dieser Stelle ein Bild vom hier behandelten Ort. Falls du dabei helfen möchtest, erklärt die Anleitung , wie das geht. BW                                                                                              |           |
| Bockhorst, Dorfstraße 65 (Standort) | Sophie Weinberg        | | 5. Dez. 2020  | Bild gesucht Die Wikipedia wünscht sich an dieser Stelle ein Bild vom hier behandelten Ort. Falls du dabei helfen möchtest, erklärt die Anleitung , wie das geht. BW                                                                                              |           |
| Bockhorst, Dorfstraße 65 (Standort) | Tobia Weinberg         | | 5. Dez. 2020  | Bild gesucht Die Wikipedia wünscht sich an dieser Stelle ein Bild vom hier behandelten Ort. Falls du dabei helfen möchtest, erklärt die Anleitung , wie das geht. BW                                                                                              |           |